# Cristián Casares Fernández–Alvés
Cristián Casares Fernández-Alvés (Madrid, 1946 – Madrid, 22 de julio de 2002) fue un actor de teatro, poeta y activista cultural español, reconocido por su significativa influencia en la escena cultural de la provincia de Cuenca durante el siglo XX.

## Biografía
Casares nació en Madrid en 1946. Hijo del otorrino y vicepresidente de la Diputación Provincial, Cristian Casares Koëhler, y nieto de Julio Casares, filólogo, lexicógrafo y crítico literario. Se licenció en Ciencias Políticas por la Universidad Complutense de Madrid y obtuvo el título en Arte Dramático por el Conservatorio de Córdoba. Desarrolló su carrera en el ámbito teatral, llegando a ser profesor interino de Verso en el Real Conservatorio de Música y Declamación de Madrid. 
Como actor, formó parte del grupo Los Goliardos, dirigido por Ángel Facio, que tuvo un papel destacado en la escena teatral independiente de finales del franquismo. Participó en montajes como Historias del desdichado Juan de Buenalma (Lope de Rueda), con el que obtuvo el premio de interpretación en el festival universitario de Zagreb en 1968, y La boda de los pequeños burgueses (Bertolt Brecht), que marcó un hito en el teatro independiente español. Actuó en obras como Lisístrata (Aristófanes), Tito Andrónico (Shakespeare), Farsa y licencia de la reina castiza (Valle-Inclán), entre otras.
Como director, llevó a escena montajes como Segismundo (Calderón de la Barca), Oración (Fernando Arrabal) y El enamorado de la muerte, un espectáculo sobre la figura y obra de Jorge Manrique.
En 1974 fundó la compañía Los Cómicos de la Carreta, un teatro itinerante que recorrió Castilla, Extremadura y Andalucía con espectáculos basados en clásicos del Siglo de Oro en un carromato diseñado por Víctor Cortezo, Vitín, escenógrafo de Federíco García Lorca.  En 1979 impulsó una gira con El enamorado de la muerte, en homenaje a Jorge Manrique, visitando más de 40 localidades conquenses. También promovió la ruta cultural El Triángulo Manriqueño entre Castillo de Garcimuñoz, Santa María del Campo Rus y Uclés.
Esporádicamente, actuó en series de televisión, entre ellas El pícaro (1974), El Quijote de Miguel de Cervantes (1991), Médico de familia (1997) y Periodistas (1999).
Además de su labor en el teatro, Casares incursionó en la poesía y participó activamente en diversas iniciativas culturales en la provincia de Cuenca, consolidándose como una figura relevante en la promoción y difusión de la cultura en la región.  Aunque cultivó la poesía, no llegó a publicar en vida. Su obra inédita Alfareros de nuestros propios sueños fue elogiada por críticos como Florencio Martínez Ruiz. En 1996 estrenó en el Ateneo de Madrid El enamorado de la muerte, una lectura dramatizada sobre las últimas horas de Jorge Manrique.

## Colaboraciones musicales
Casares colaboró en la composición de letras para algunas canciones del dúo musical "Ella Baila Sola", integrado por su sobrina Marilia Andrés Casares. 

## Fallecimiento
Cristián Casares Fernández–Alvés falleció en Madrid el 22 de julio de 2002.